# Montélimar-Agglomération
La communauté d'agglomération Montélimar-Agglomération est une structure intercommunale française, située dans le département de la Drôme en région Auvergne-Rhône-Alpes.

## Historique
Le schéma départemental de coopération intercommunale de 2011 prévoyait la fusion de la communauté d'agglomération Montélimar-Sésame, de la communauté de communes du pays de Marsanne et du rattachement de la commune isolée de Manas. Ce périmètre a été arrêté le 1er octobre 2012 et l'arrêté de fusion a été notifié le 27 mai 2013. Toutefois, certains amendements proposant la modification du périmètre de la future structure intercommunale ont été rejetés, comme l'intégration de Puy-Saint-Martin, Malataverne ou La Bégude-de-Mazenc.
Cet établissement public de coopération intercommunale se maintiendra en l'état, sans modification du périmètre, après 2017.
Le 1er janvier 2021, Puy-Saint-Martin intègre la communauté d'agglomération en provenance de la communauté de communes du Val de Drôme en Biovallée.

## Territoire communautaire

### Géographie
Montélimar-Agglomération est située au sud du département de la Drôme.

### Composition
La communauté d'agglomération est composée des 27 communes suivantes :

| Nom                       | Code Insee | Gentilé             | Superficie (km2) | Population (dernière pop. légale) | Densité (hab./km2) |
| ------------------------- | ---------- | ------------------- | ---------------- | --------------------------------- | ------------------ |
| Montélimar (siège)        | 26198      | Montiliens          | 46,81            | 40 356 (2022)                     | 862                |
| Allan                     | 26005      | Allanais            | 28,81            | 1 927 (2022)                      | 67                 |
| Ancône                    | 26008      | Ancônais            | 1,59             | 1 353 (2022)                      | 851                |
| La Bâtie-Rolland          | 26031      | Bâtisiens           | 8,33             | 1 068 (2022)                      | 128                |
| Bonlieu-sur-Roubion       | 26052      | Bonilociens         | 6,05             | 456 (2022)                        | 75                 |
| Charols                   | 26078      | Charolais           | 7,31             | 957 (2022)                        | 131                |
| Châteauneuf-du-Rhône      | 26085      | Castelneuvois       | 27,27            | 2 807 (2022)                      | 103                |
| Cléon-d'Andran            | 26095      | Cléonnais           | 10,25            | 989 (2022)                        | 96                 |
| Condillac                 | 26102      | Condillacois        | 9,57             | 133 (2022)                        | 14                 |
| La Coucourde              | 26106      | Coucourdois         | 11,15            | 1 214 (2022)                      | 109                |
| Espeluche                 | 26121      | Espeluchois         | 11,33            | 1 137 (2022)                      | 100                |
| La Laupie                 | 26157      | Laupiards           | 9,68             | 776 (2022)                        | 80                 |
| Manas                     | 26171      | Manassons           | 1,91             | 178 (2022)                        | 93                 |
| Marsanne                  | 26176      | Marsannais          | 34,29            | 1 262 (2022)                      | 37                 |
| Montboucher-sur-Jabron    | 26191      | Montboucherois      | 9,8              | 2 559 (2022)                      | 261                |
| Portes-en-Valdaine        | 26251      | Portois             | 15,04            | 455 (2022)                        | 30                 |
| Puy-Saint-Martin          | 26258      | Puy-Saint-Martinois | 11,65            | 834 (2022)                        | 72                 |
| Puygiron                  | 26257      | Puygironnais        | 6,68             | 447 (2022)                        | 67                 |
| Rochefort-en-Valdaine     | 26272      | Rochefortois        | 12,8             | 359 (2022)                        | 28                 |
| Roynac                    | 26287      | Régnaquains         | 17,06            | 480 (2022)                        | 28                 |
| Saint-Gervais-sur-Roubion | 26305      | Saint-Gervaisiens   | 14,57            | 1 088 (2022)                      | 75                 |
| Saint-Marcel-lès-Sauzet   | 26312      | Saint-Marcelous     | 3,98             | 1 231 (2022)                      | 309                |
| Saulce-sur-Rhône          | 26337      | Saulçois            | 18,43            | 1 882 (2022)                      | 102                |
| Sauzet                    | 26338      | Sauzetiens          | 19,19            | 1 834 (2022)                      | 96                 |
| Savasse                   | 26339      | Savassons           | 22,01            | 1 630 (2022)                      | 74                 |
| La Touche                 | 26352      | Toscadins           | 8,29             | 260 (2022)                        | 31                 |
| Les Tourrettes            | 26353      | Tourrettois         | 7,34             | 1 084 (2022)                      | 148                |

### Démographie
| 1968   | 1975   | 1982   | 1990   | 1999   | 2010   | 2015   | 2021   |
| ------ | ------ | ------ | ------ | ------ | ------ | ------ | ------ |
| 39 814 | 41 879 | 45 574 | 48 942 | 52 337 | 60 209 | 65 121 | 68 546 |

## Administration

### Siège
Le siège de la communauté de communes est situé à Montélimar.

### Les élus
La communauté d'agglomération est gérée par un conseil communautaire représentant chacune des communes membres et élus pour une durée de six ans.
À l'issue des élections municipales de mars 2020 et après intégration de Puy-Saint-Martin, Montélimar-Agglomération compte 63 conseillers communautaires, répartis comme suit :
| Nombre de délégués | Communes                                                |
| ------------------ | ------------------------------------------------------- |
| 31                 | Montélimar                                              |
| 3                  | Châteauneuf-du-Rhône                                    |
| 2                  | Allan, Montboucher-sur-Jabron, Saulce-sur-Rhône, Sauzet |
| 1 (+ 1 suppléant)  | les autres communes                                     |

### Présidence
| Période                                  | Période  | Identité         | Étiquette   | Qualité                                     |
| ---------------------------------------- | -------- | ---------------- | ----------- | ------------------------------------------- |
| 2014                                     | 2020     | Franck Reynier   | UDI puis MR | Député et maire de Montélimar (2001 → 2020) |
| 2020                                     | En cours | Julien Cornillet | LR          | Maire de Montélimar (2020 → )               |
| Les données manquantes sont à compléter. |          |                  |             |                                             |

Le conseil communautaire du 16 juillet 2020 a élu son président, Julien Cornillet (maire de Montélimar), et désigné ses quinze vice-présidents :
- Valérie Arnavon (maire de Roynac), 1ère vice-présidente chargée des moyens généraux ;
- Jean-Luc Zanon (maire de La Coucourde), 2ème vice-président chargé des sports ;
- Marielle Figuet (maire de Châteauneuf-du-Rhône), 3ème vice-présidente chargée du périscolaire et de l'extrascolaire ;
- Fermin Carrera (maire de Cléon-d’Andran), 4ème vice-président chargé de l'équilibre social de l'habitat ;
- Marie-Pierre Piallat (maire d'Espeluche), 5ème vice-présidente chargée de la petite enfance ;
- Bruno Almoric (maire de Montboucher-sur-Jabron), 6ème vice-président chargé de la santé, du social et des seniors ;
- Éric Phélippeau (adjoint à Montélimar), 7ème vice-président chargé du développement économique ;
- Françoise Quenardel (maire de Savasse), 8ème vice-présidente chargée des mobilités durables) ;
- Yves Courbis (maire d'Allan), 9ème vice-président chargé de l'agriculture et du monde rural ;
- Karim Oumeddour (adjoint à Montélimar), 10ème vice-président chargé de l'aménagement de l'espace ;
- Christel Falcone (maire de Rochefort-en-Valdaine), 11ème vice-présidente chargée de l'environnement et de la transition énergétique ;
- Hervé Icard (maire de Charols), 12ème vice-président chargé de l'eau ;
- Fabienne Menouar (adjoint à Montélimar), 13ème vice-présidente chargée de la culture ;
- Yves Levêque (maire de Saint-Marcel-lès-Sauzet), 14ème vice-président chargé de la collecte des ordures ménagères ;
- Daniel Buonomo (maire de Saulce-sur-Rhône), 15ème vice-président chargé des finances ;

Ils forment ensemble l'exécutif de l'intercommunalité pour le mandat 2020-2026.

### Compétences
L'intercommunalité exerce des compétences qui lui sont déléguées par les communes membres.
Toute communauté d'agglomération exerce quatre compétences obligatoires :
- développement économique : création, aménagement, entretien et gestion de zones d'activité industrielle, commerciale, tertiaire, artisanale, touristique, portuaire et aéroportuaire ; actions de développement économique ;
- aménagement de l'espace communautaire : schémas de cohérence territoriale et de secteur ; création de zones d'aménagement concerté ; organisation des transports urbains ; plan de déplacements urbains ;
- équilibre social de l'habitat : programme local de l'habitat ; opération programmée d'amélioration de l'habitat ; politique du logement social et non social ; actions et aides financières en faveur du logement social d'intérêt communautaire ; réserves foncières pour la mise en œuvre de la politique communautaire d'équilibre social de l'habitat ; action, par des opérations d'intérêt communautaire, en faveur du logement des personnes défavorisées ; amélioration du parc immobilier bâti d'intérêt communautaire ;
- politique de la ville : dispositifs contractuels de développement urbain, de développement local et d'insertion économique et sociale d'intérêt communautaire ; plan local pour l'insertion et l'emploi ; contrat urbain de cohésion sociale ; rénovation urbaine.

Les autres compétences exercées sont :
- développement et aménagement social et culturel : construction ou aménagement, entretien, gestion d'équipements ou d'établissements culturels, socio-culturels, socio-éducatifs et sportifs ; activités périscolaires, culturelles, socio-culturelles ou sportives ;
- développement touristique ;
- dispositifs locaux, d'intérêt communautaire, de prévention de la délinquance ;
- environnement et cadre de vie : collecte et traitement des déchets ménagers et assimilés ; assainissement collectif et non collectif ; lutte contre les nuisances sonores et qualité de l'air.

### Régime fiscal et budget
La communauté d'agglomération applique la fiscalité professionnelle unique.